# U-Bahnhof Josephsburg
Der U-Bahnhof Josephsburg ist ein Bahnhof der Münchner U-Bahn.
Der Bahnhof wurde am 29. Mai 1999 eröffnet und liegt im Münchener Stadtteil Berg am Laim. Er ist nach Josephsburg benannt. An beiden Bahnsteigenden befinden sich Schalterhallen, die Tageslicht in den säulenlosen Bahnsteig bringen. Außerdem wird der Bahnhof von zwei Lichtbändern beleuchtet, an denen sich quer grüne, blaue und gelbe Glasplatten befinden. Die Hintergleiswände sind in der Linienfarbe rot gehalten, wobei sich auch Fotos auf Glas aus der nahen St. Michaelskirche an den Wänden befinden. Die Decke wurde aus Beton gefertigt, an der ein pyramidenförmig nach unten geneigtes Metallband hängt, das gleichzeitig als Lichtreflektor dient. Der Boden ist mit hellgrauen und schwarzen Granitplatten ausgelegt, die schachbrettartig angeordnet sind. Am südöstlichen Ende befindet sich ein Lift, der an die Oberfläche zur Josephsburgstraße führt. Am anderen Ende gelangt man südlich der Kreillerstraße an die Oberfläche.

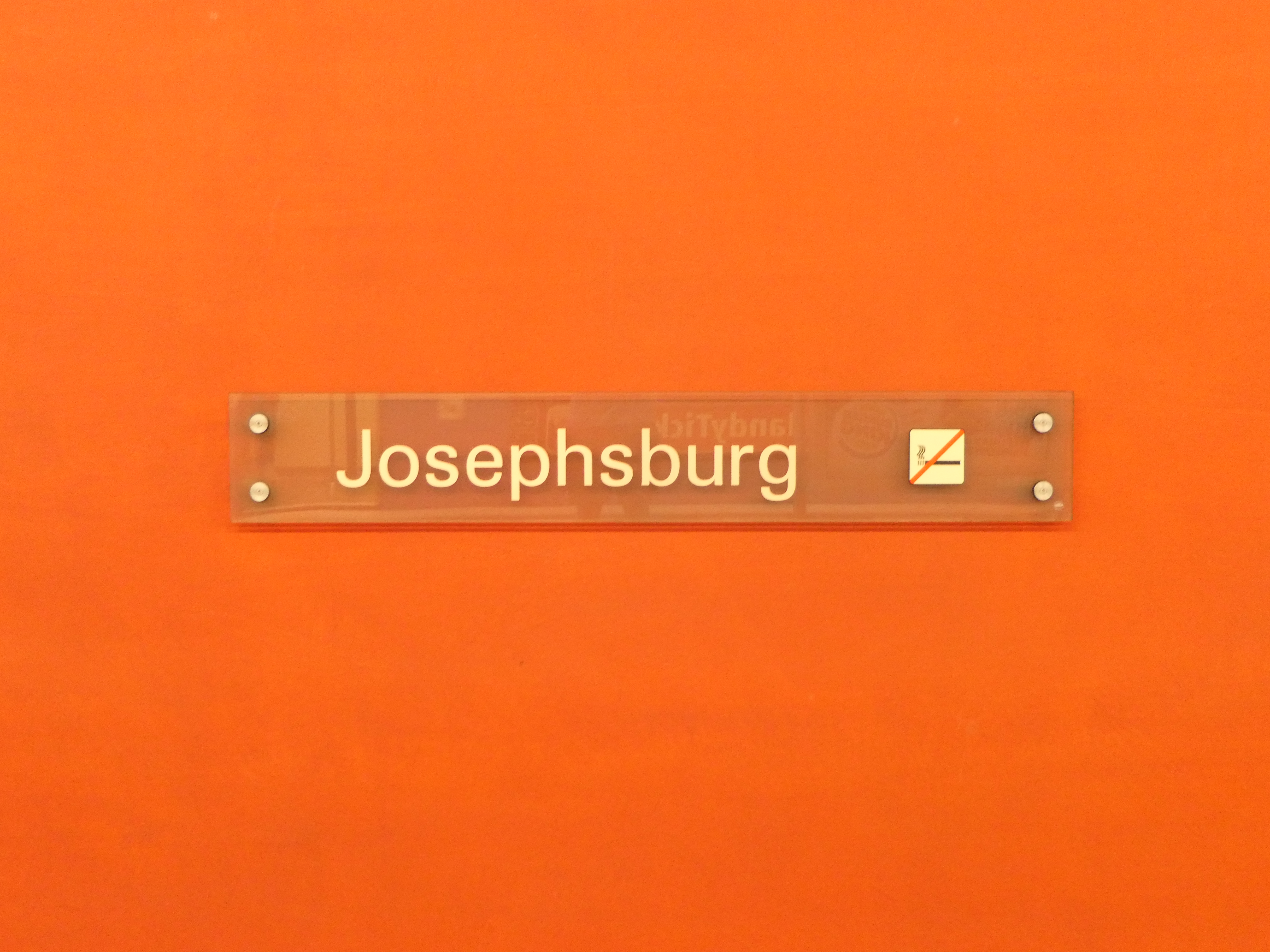
Stationsname an den Hintergleiswänden
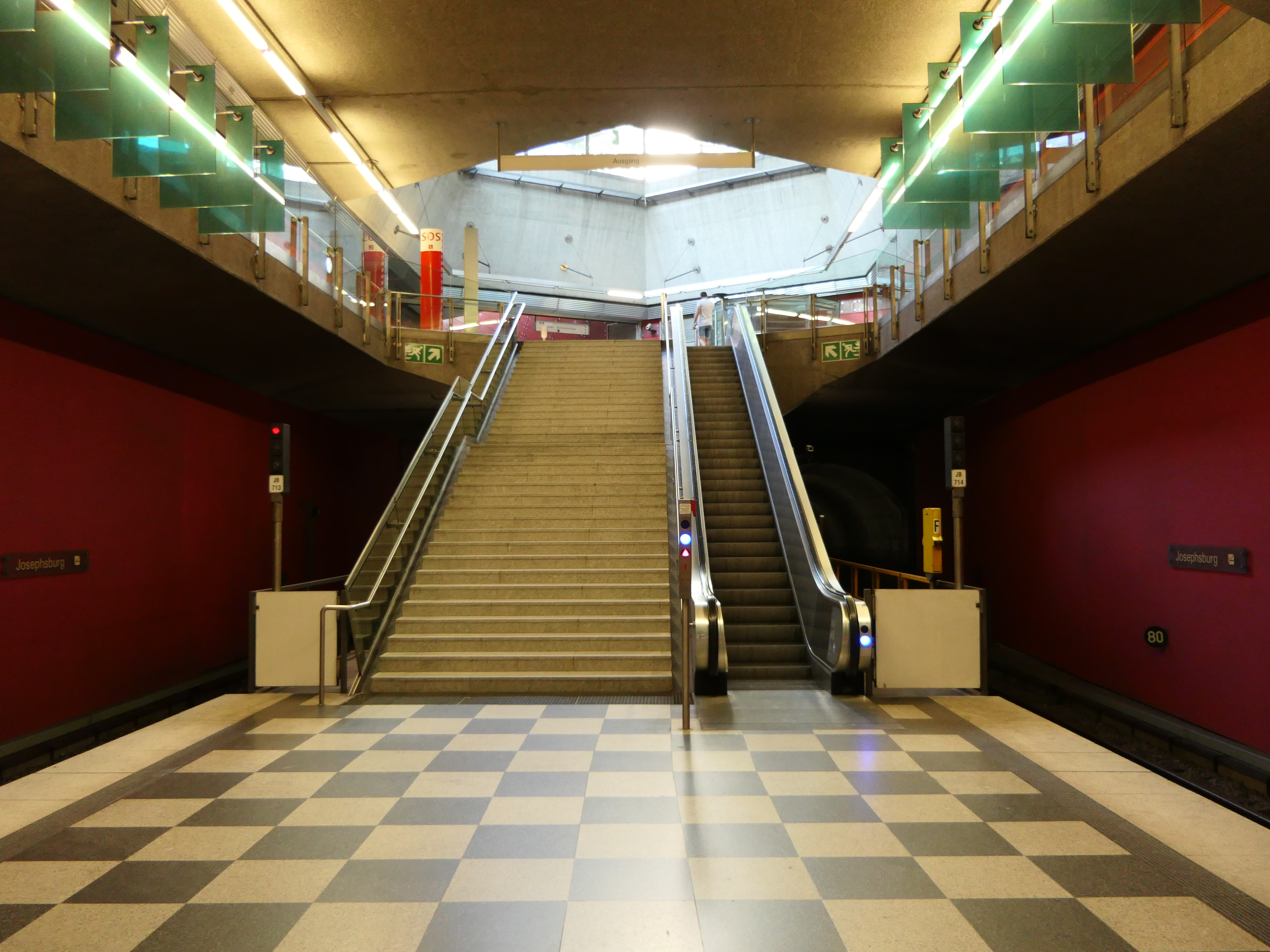
Aufgang zur Schalterhalle mit Tageslicht an der Decke
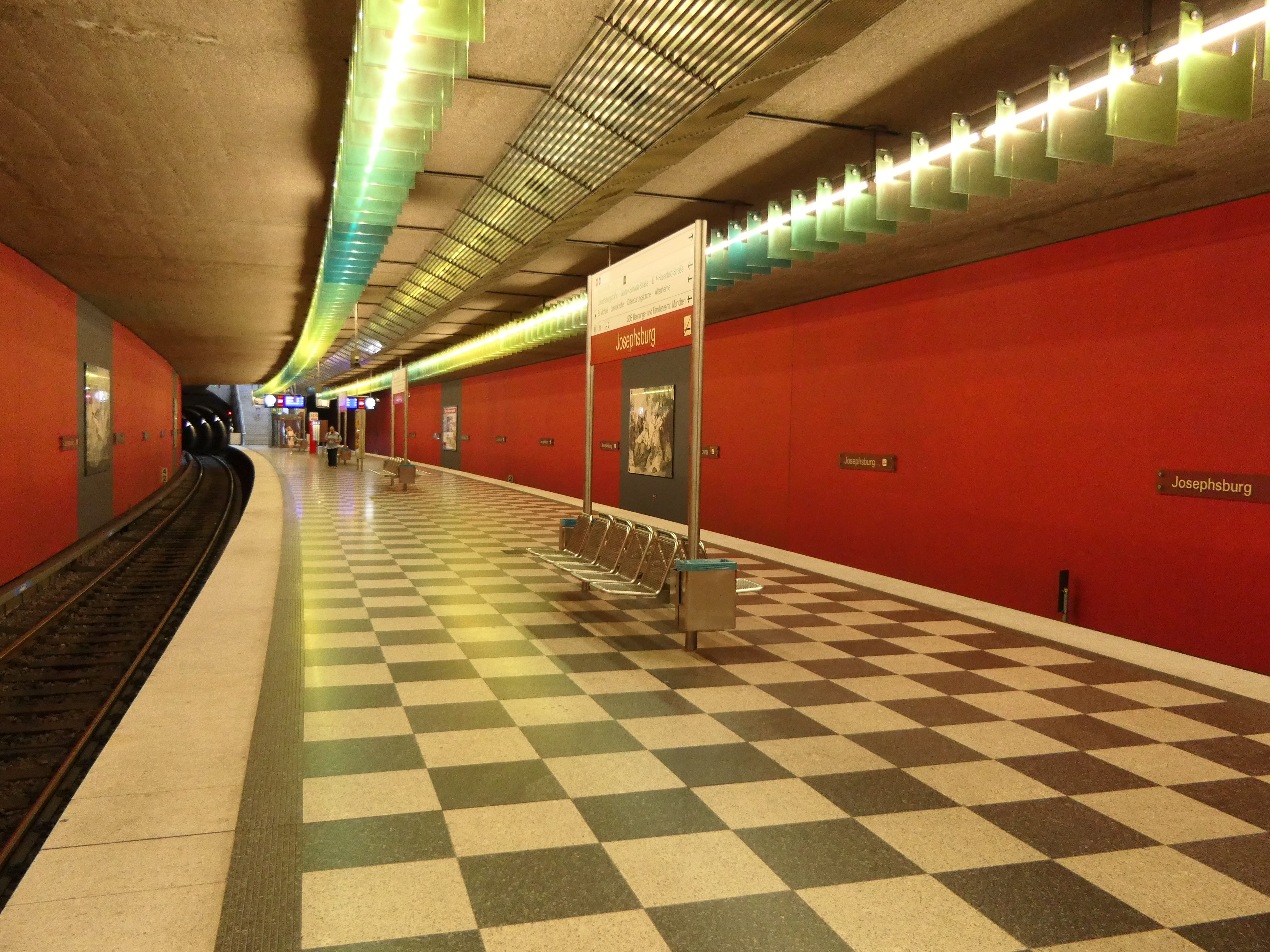
Bahnsteigebene mit 2 Lichtbändern an der Decke
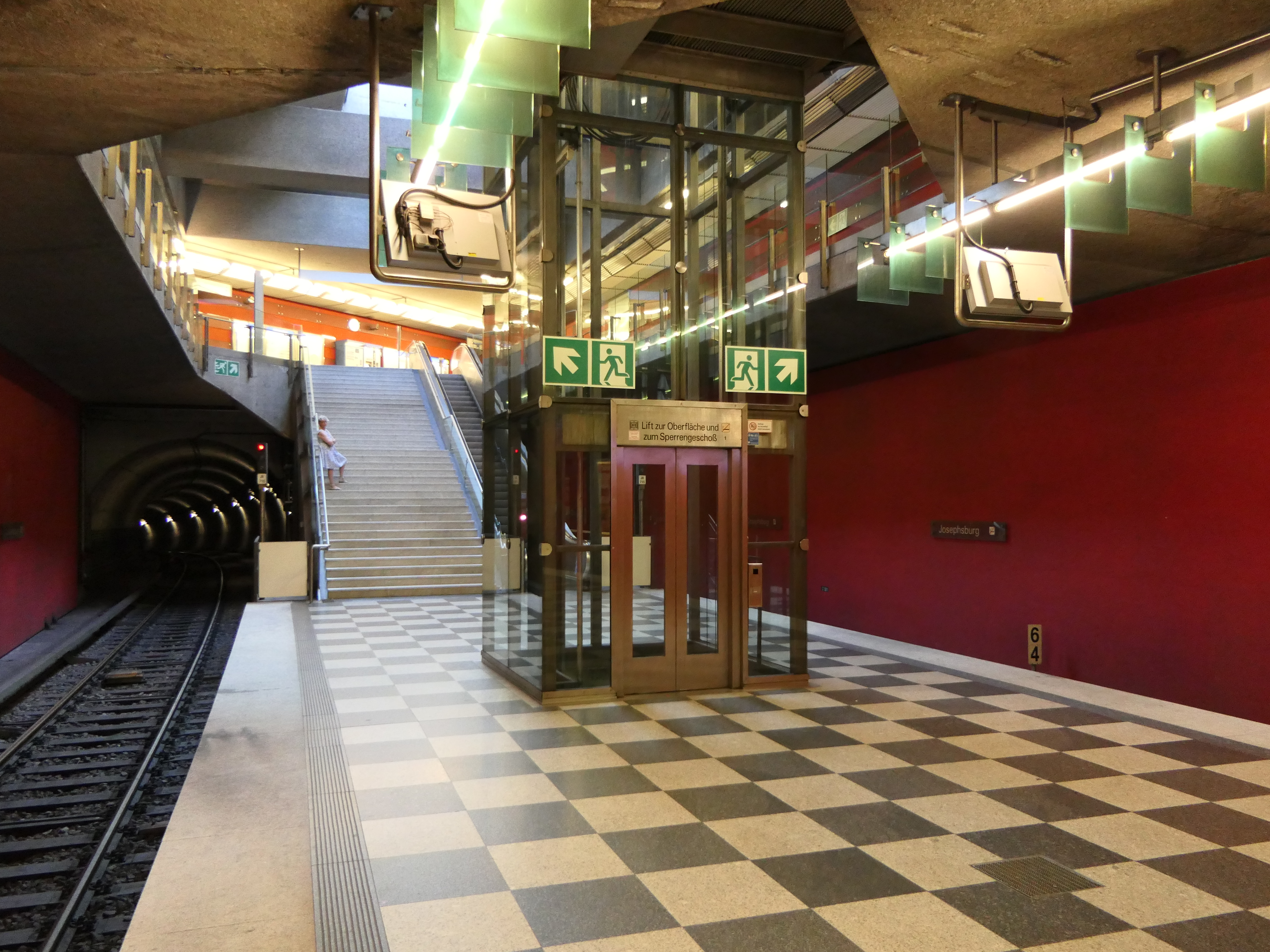
Lift auf der Bahnsteigebene
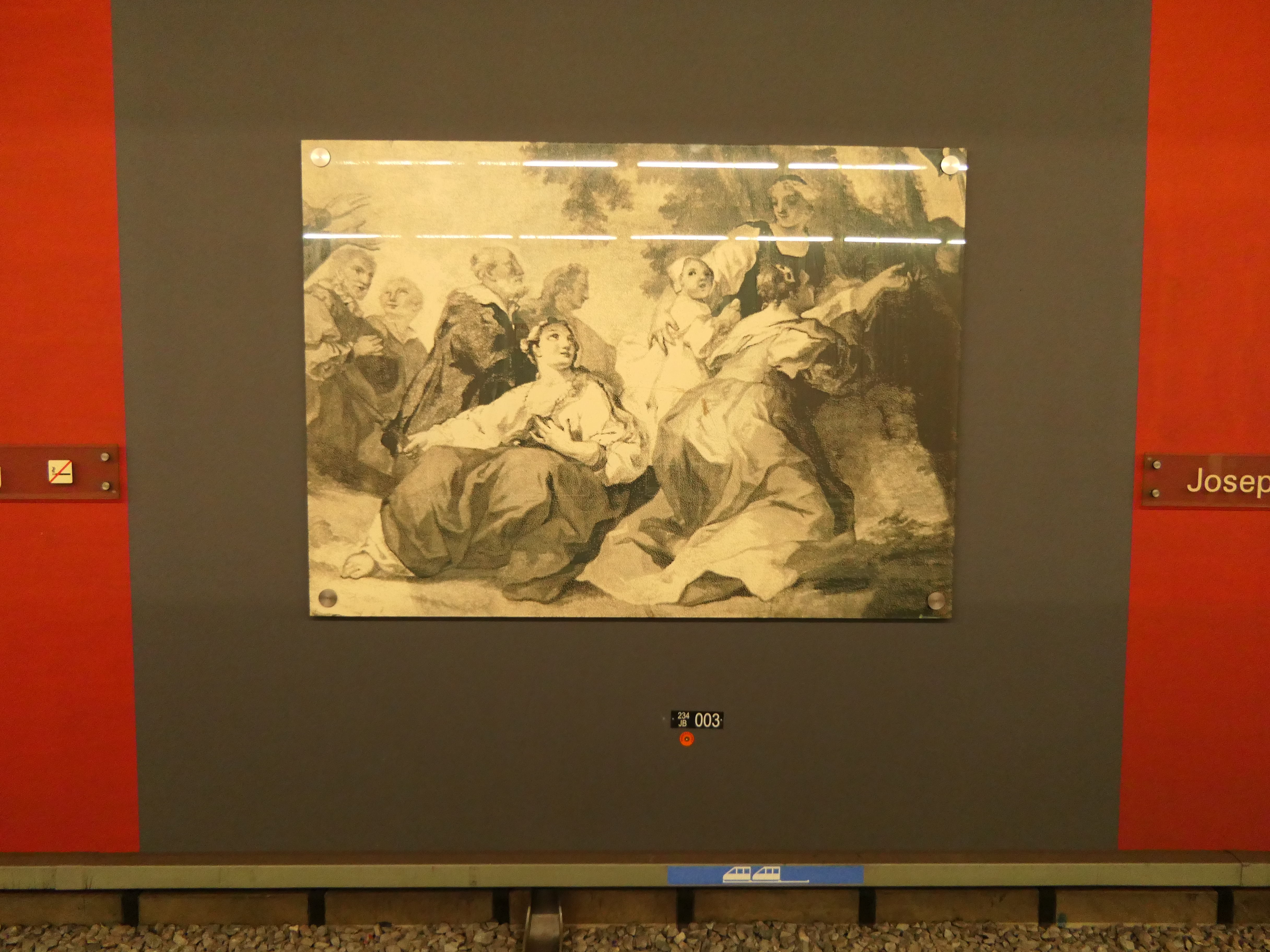
Foto auf Glas an der Hintergleiswand
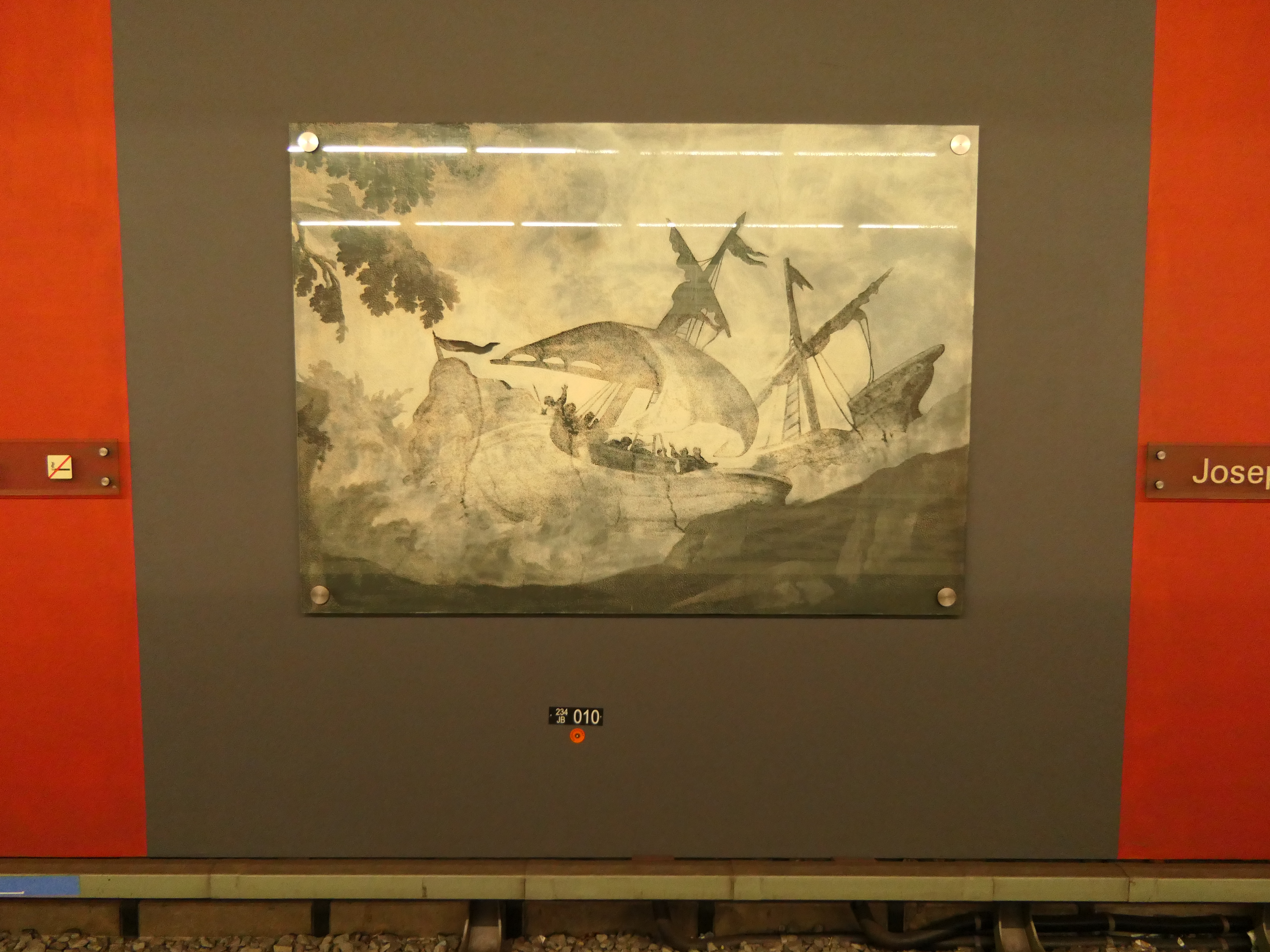
Weiteres Foto auf Glas
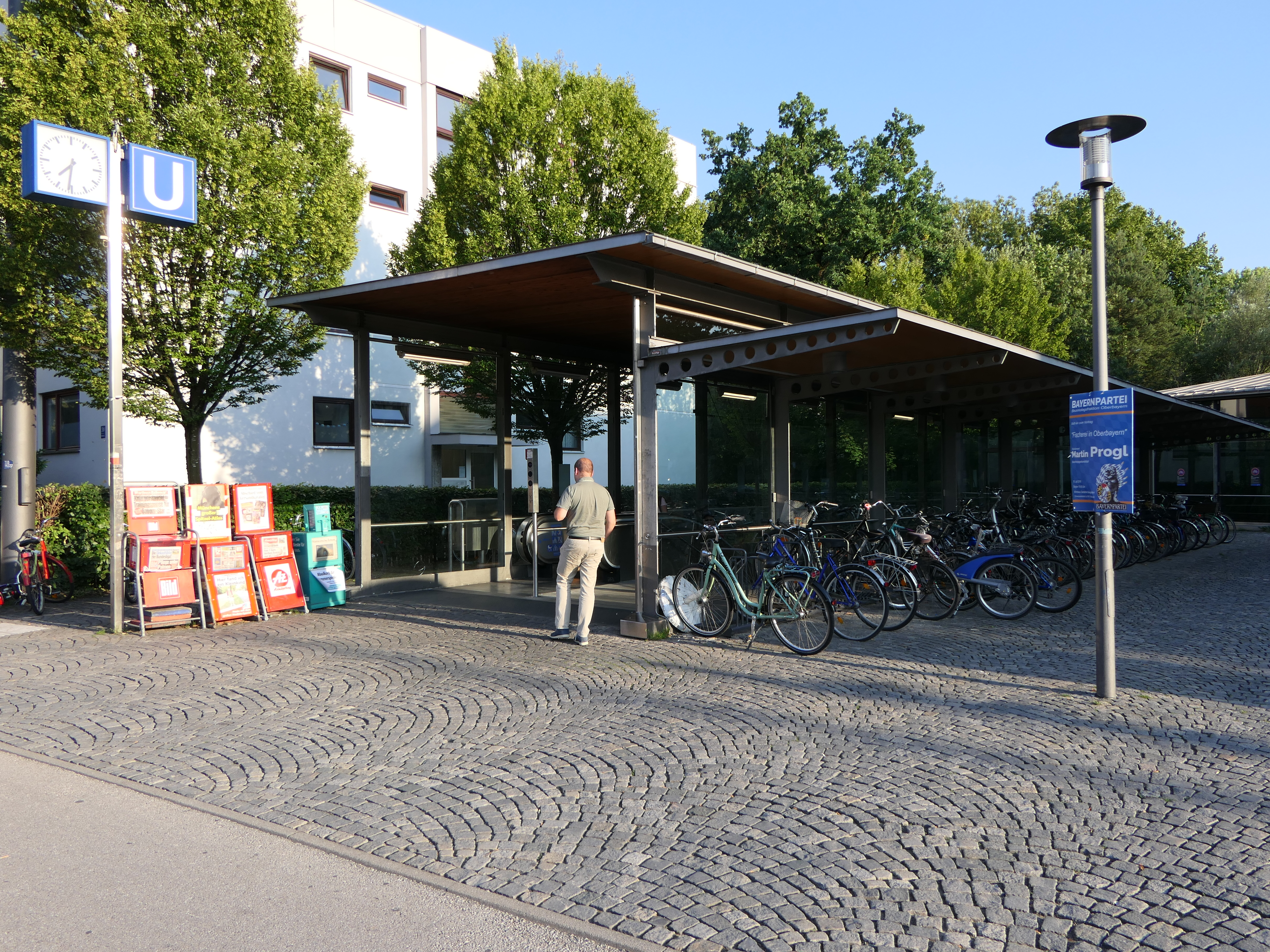
Zugang an der Oberfläche

| Linie | Linienverlauf |
| ----- | --- |
| U2    | Feldmoching – (1065 m) – Hasenbergl – (631 m) – Dülferstraße – (1112 m) – Harthof – (962 m) – Am Hart – (1010 m) – Frankfurter Ring – (657 m) – Milbertshofen – (1094 m) – Scheidplatz – (1103 m) – Hohenzollernplatz – (756 m) – Josephsplatz – (513 m) – Theresienstraße – (730 m) – Königsplatz – (583 m) – Hauptbahnhof – (905 m) – Sendlinger Tor – (746 m) – Fraunhoferstraße – (1116 m) – Kolumbusplatz – (711 m) – Silberhornstraße – (553 m) – Untersbergstraße – (654 m) – Giesing – (1280 m) – Karl-Preis-Platz – (868 m) – Innsbrucker Ring – (1576 m) – Josephsburg – (978 m) – Kreillerstraße – (1207 m) – Trudering – (959 m) – Moosfeld – (1683 m) – Messestadt West – (925 m) – Messestadt Ost |